# Districtul Edelény
Edelény (în maghiară Edelényi járás) este un district în județul Borsod-Abaúj-Zemplén, Ungaria.
Districtul are o suprafață de 717,86 km2 și o populație de 29.784 locuitori (2013).